# Johann Wachter (Politiker, 1888)
Johann Wachter (* 5. November 1888 in Eisenberg an der Pinka; † 7. Mai 1957 ebenda) war ein österreichischer Landwirt und Politiker. Er war von 1934 bis 1938 Abgeordneter zum Burgenländischen Landtag.

## Leben
Wachter wurde als Sohn des Landwirts Johann Wachter aus Eisenberg geboren. Er besuchte die Volksschule und war in der Folge als Weinhändler und Landwirt tätig. Wachter hatte zwischen 1927 und 1938 die Funktion eines Kammerrats der Burgenländischen Landwirtschaftskammer inne und war 1936 Bezirksbauernführer. 1937 wurde Wachter zum Ökonomierat ernannt.
Wachter war verheiratet.

## Politik
Wachter war zwischen 1934 und 1938 Bürgermeister von Eisenberg an der Pinka. Wachter war zwischen dem 11. November 1934 und dem 12. März 1938 Abgeordneter zum Ständischen Landtag, wobei Wachter den Stand „Land- und Forstwirtschaft“ vertrat.